# 安納波里斯內克 (馬里蘭州)
安納波利斯內克（英語：Annapolis Neck）是位於美國馬里蘭州安妮阿倫德爾縣的一個普查規定居民點。

## 人口
根據2020年美國人口普查的數據，安納波利斯內克的面積為29.52平方千米，當中陸地面積為17.95平方千米，而水域面積為11.57平方千米。當地共有人口10973人，而人口密度為每平方千米371.71人。